# Gul läkerudbeckia
Gul läkerudbeckia (Echinacea paradoxa), är en art i familjen korgblommiga växter från centrala och sydöstra USA.

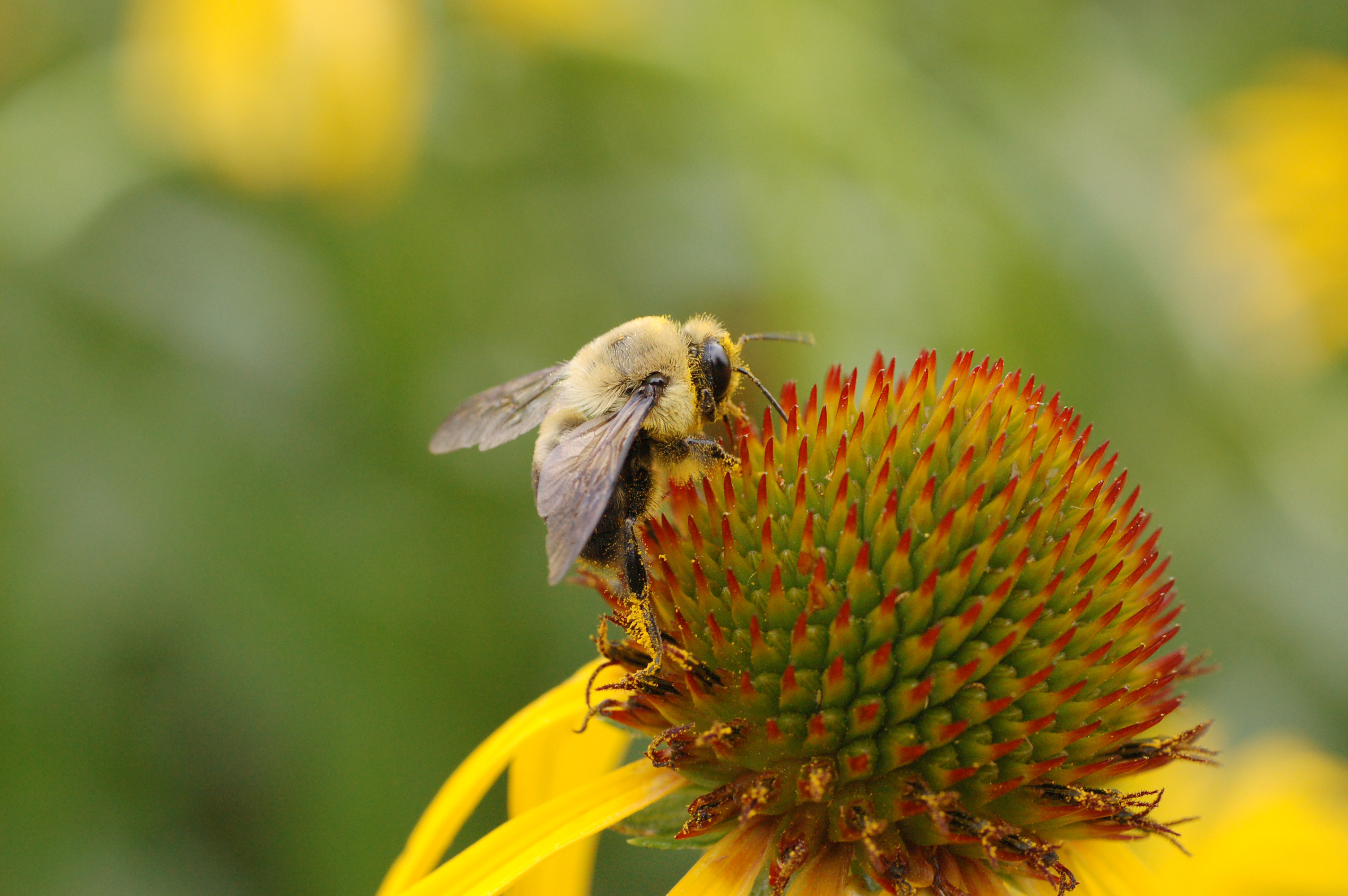
Blomma pollineras av bi
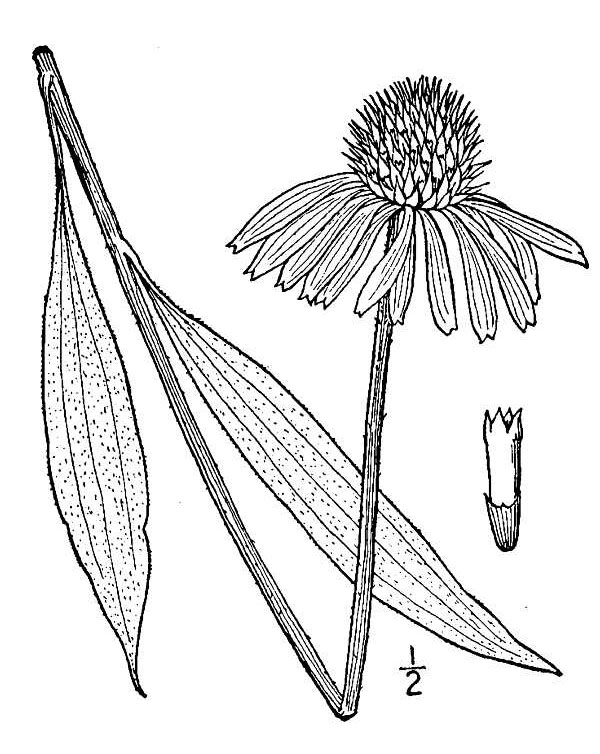
Skiss

- Wikimedia Commons har media som rör Gul läkerudbeckia.